# جيمس لورد
جيمس لورد (بالإنجليزية: James Lord)‏ هو كاتب ومؤلف أمريكي، ولد في 27 نوفمبر 1922 في إنغلوود في الولايات المتحدة، وتوفي في 23 أغسطس 2009 في باريس في فرنسا بسبب مرض.

## وصلات خارجية
- جيمس لورد على موقع IMDb (الإنجليزية)
- جيمس لورد على موقع إن إن دي بي (الإنجليزية)